# Albert Ferrer Orts
Albert Ferrer Orts (Meliana, València, 1965), és un historiador de l'art, professor, investigador, columnista i escriptor valencià.
Llicenciat en Geografia i Història, amb l'especialitat d’Història de l’Art, per la Universitat de València el 1989, va defensar la seua tesi doctoral sobre la cartoixa d’Aracristi en El Puig de Santa Maria en la mateixa institució, treball acadèmic que va obtenir el Premi Extraordinari de Doctorat el 2005.
Ha centrat les línies d’investigació en l’art i l’arquitectura de la seua comarca, l’arquitectura i la decoració esgrafiada del segle XVII en el regne de València, la història i l’art cartoixans de l’antiga Província de Catalunya, particularment en l’àmbit valencià, i la pintura valenciana del segle XVI. També s'ha ocupat dels orígens de la història de l’art a Xile i d’alguns dels seus museus i col·leccions. També ha investigat els pintors Gaspar Requena i Joan de Joanes o a personalitats històriques rellevants com el cartoixà Bonifaci Ferrer.
És membre assessor del Centre d’Art i Cultura d’Època Moderna (CAEM) de la Universitat de Lleida, ha participat en diversos projectes d’innovació i desenvolupament, com ara el Grup Consolidat Art i Cultura d’Època Moderna, «La configuración de la pintura mediterránea del primer renacimiento en la Corona de Aragón (c. 1440-1525). Problemas de pintura» i «La consolidación de la pintura del Renacimiento en la Corona de Aragón: la extraordinaria influencia del paradigma de Joan de Joanes», dirigits pel doctor Ximo Company i Climent des de la Universitat de Lleida.
Des del 2008 i fins al 2013 exercí de professor associat en el Departament d'Història de l'Art de la Universitat de València. A partir del 2013, va orientar la seua trajectòria professional i universitària cap a Xile, primerament com a professor visitant a la Universidad Autónoma de Chile i, posteriorment, com a professor titular a la Universidad de Playa Ancha de Valparaíso.

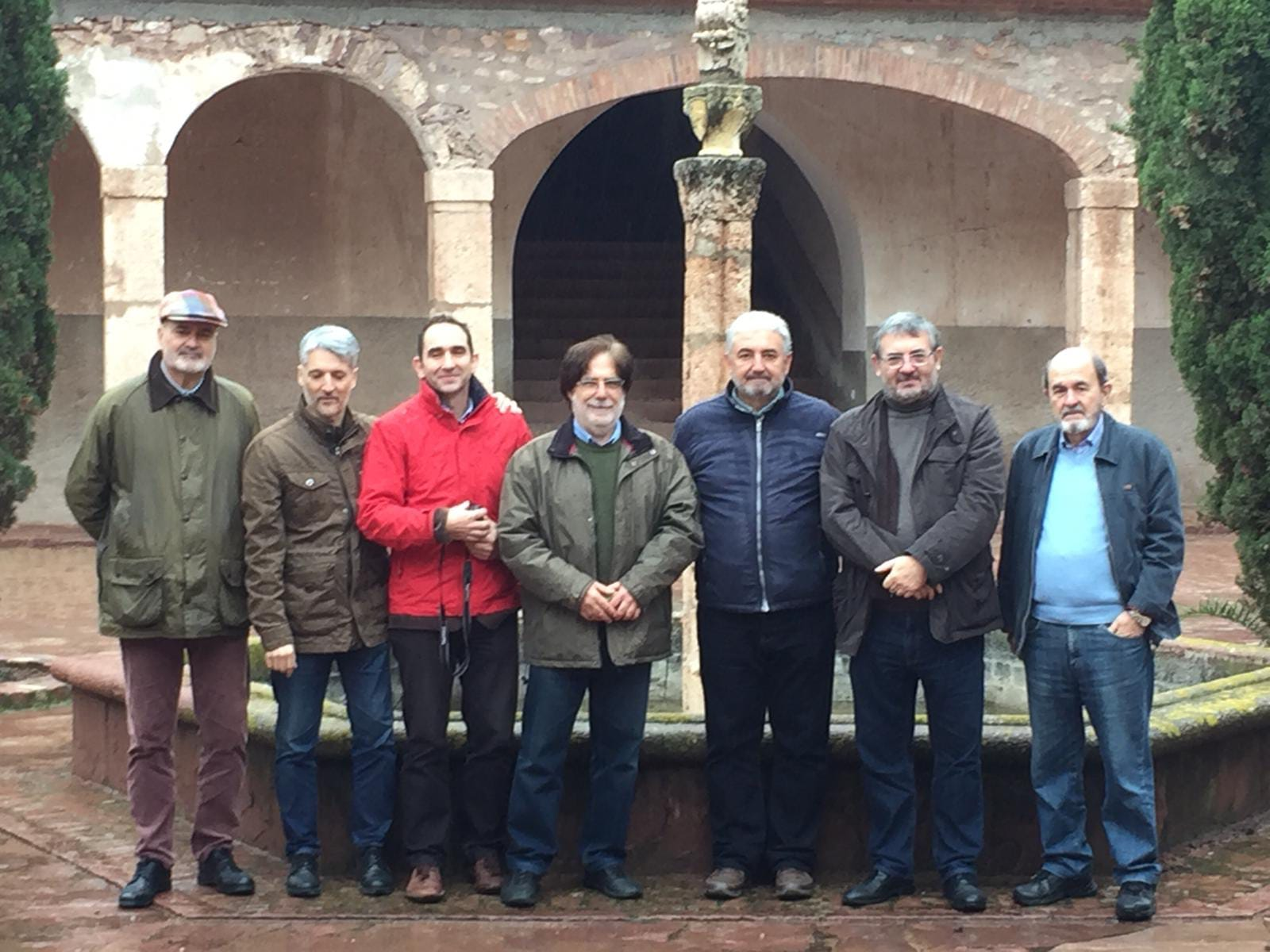
Visita a la Cartoixa de Portaceli amb un grup d'investigadors i especialistes

Eventualment ha publicat columnes d'opinió des dels anys noranta fins al present en el Levante-EMV i El País, concentrant la seua activitat des del 2007 amb publicacions periòdiques a El Punt Avui i des del 2013 també en el diari El Centro. El recull d'aquestes publicacions ha vist la llum gràcies a la publicació de dues obres: "Fum de botja: contalles i pensaments d'un vianant (1995-2006)", publicat el 2007, i "El meu mapa del món", publicat online el 2013.